# Kolínská řepařská drážka

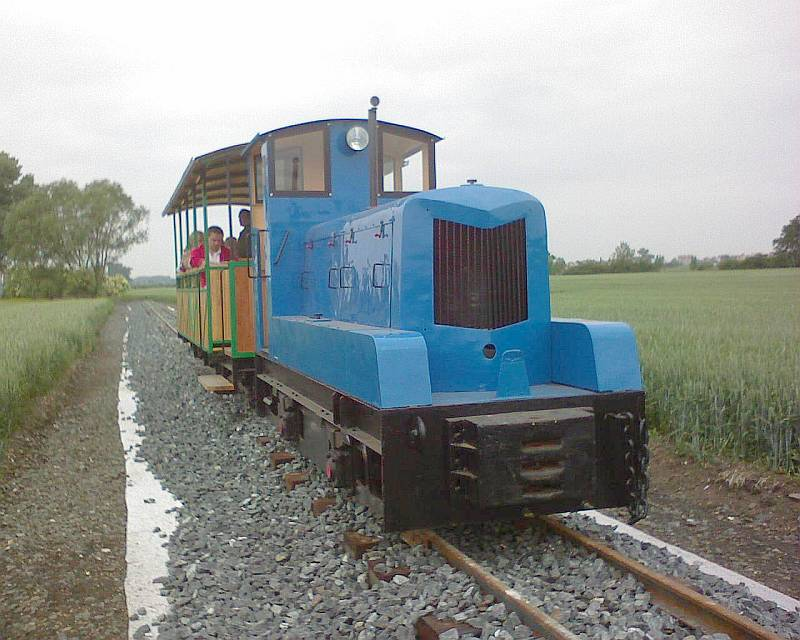
Kolaudační jízda

Kolínská řepařská drážka, postavená v roce 1894, byla nejstarší řepařskou drážkou v Čechách. Vedla z Kolínského cukrovaru, který stál v místě dnešní Elektrárny Kolín, do Františkova (Ovčáry), do Býchor a až do Jestřabí Lhoty. Celková délka trati dosáhla 10,6 km, odbočka do Františkova měřila dalších 0,9 km. Ke svému účelu sloužila drážka téměř 70 let. V 60. letech 20. století byla zrušena. Provoz řepařských vlaků zabezpečovaly původně parní lokomotivy, později motorové dvounápravové B 600/70 a BN 60. Vagony uvezly až 8 tun řepy.

## Obnova

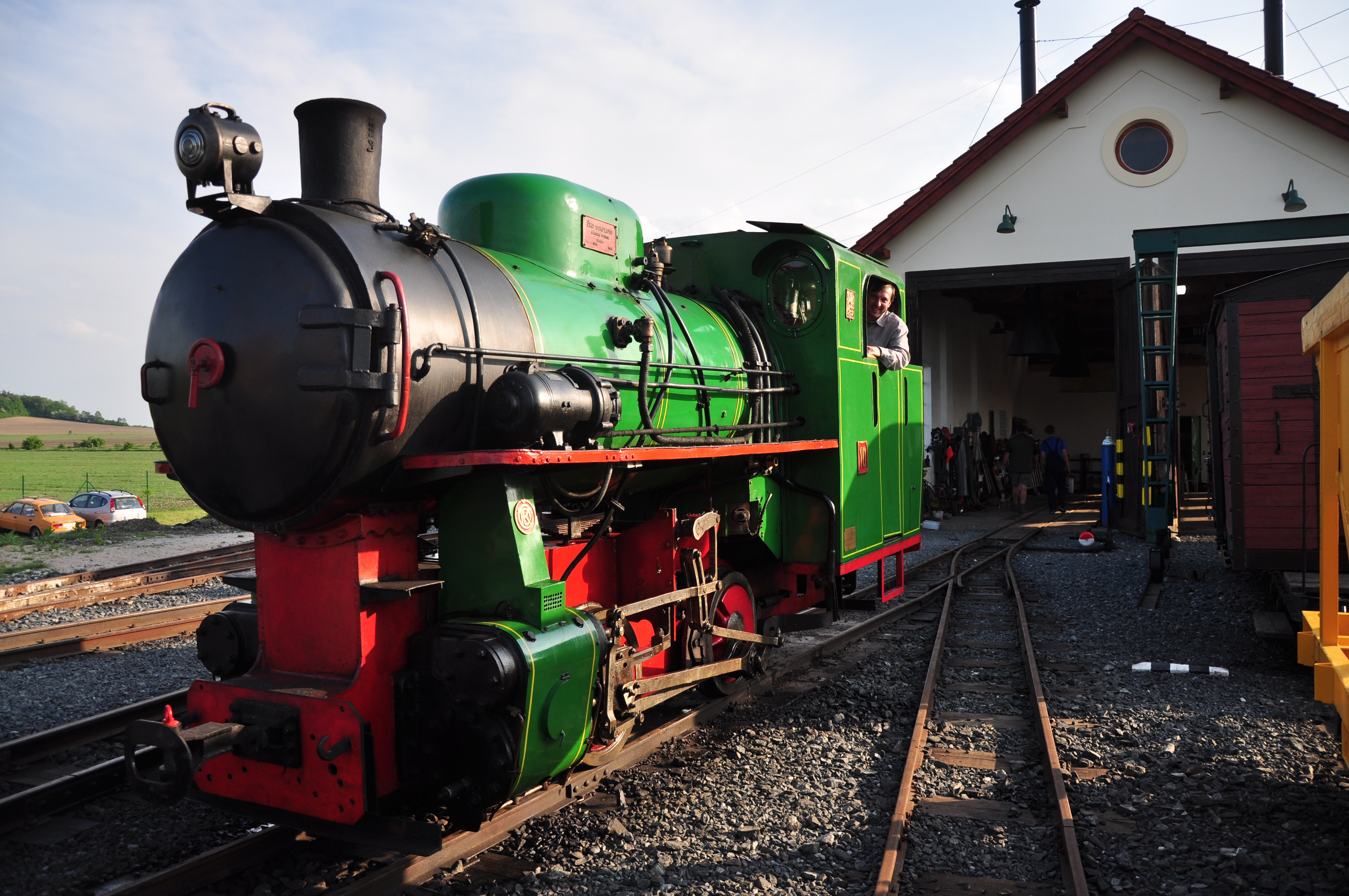
Parní lokomotiva zrestaurovaná pro kolínskou drážku

V roce 2000 bylo založeno občanské sdružení Klub pro obnovu Kolínské řepařské drážky (dnes Kolínská řepařská drážka z.s.). Cílem klubu bylo obnovit část řepařské drážky v úseku Kolín – Býchory a vybudovat muzejní expozici, kde by se návštěvníci mohli seznámit s historií cukrovarnictví a dopravy řepy v Polabí. V lednu 2005 vydal Městský úřad v Kolíně územní rozhodnutí ke stavbě Obnova Kolínské řepařské drážky.

### 1. etapa
Ukončena 15. května 2006. Byla vybudována dešťová a splašková kanalizace, vodovod, trafostanice a přípojka NN, byla provedena část hrubých terénních úprav a zahájena stavba komunikace. Práce na první etapě byly zpožděny v důsledku nepříznivého zimního a posléze i jarního počasí.

### 2. etapa
Stavba infocentra sloužícího zároveň jako nádražní budova v areálu Kolínské řepařské drážky v Kolíně Sendražicích.

### 3. a 4. etapa
Vybudování kolejového tělesa s rozchodem 600 mm a výtopny.
Slavnostní zahájení provozu proběhlo 23. června 2007.
Další rozvoj
Drážka je skupinou dobrovolníků neustále rozšiřována o další stavby, vozidla a prvky. Nejžhavější novinkou je v roce 2020 zakoupená parní lokomotiva KLD 12 "Riesa" s výrobním číslem 25212 z továrny Henschel&Sohn, rok výroby 1943. V červnu roku 2024 byla na platformě Donio vypsána dobročinná sbírka na její opravu.

## Galerie

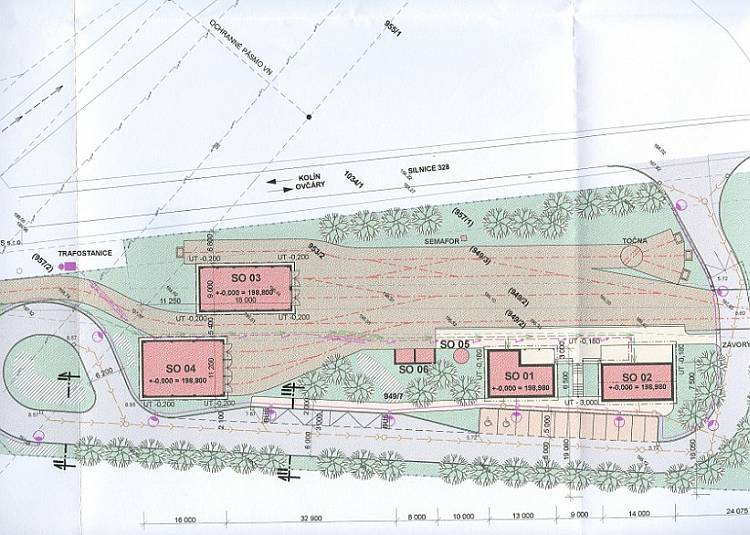
Plánek nádraží
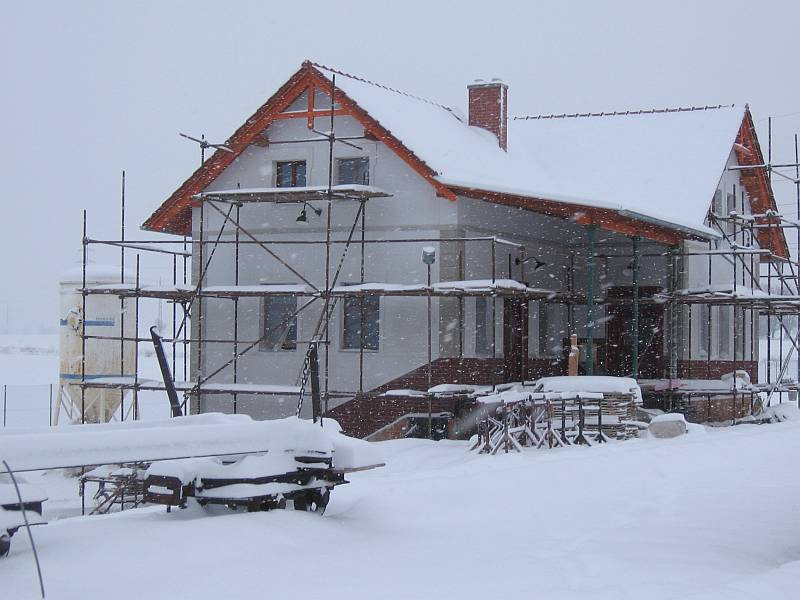
Nádraží před dokončením
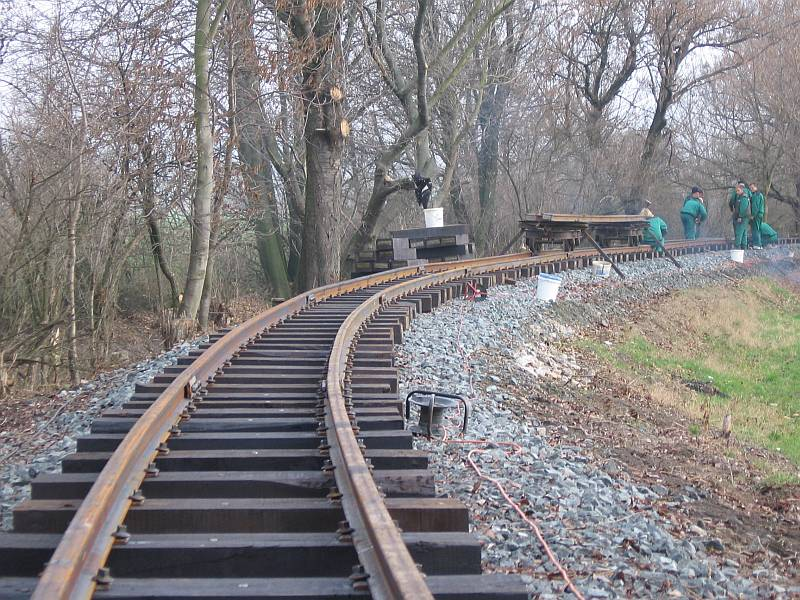
Pokládka trati
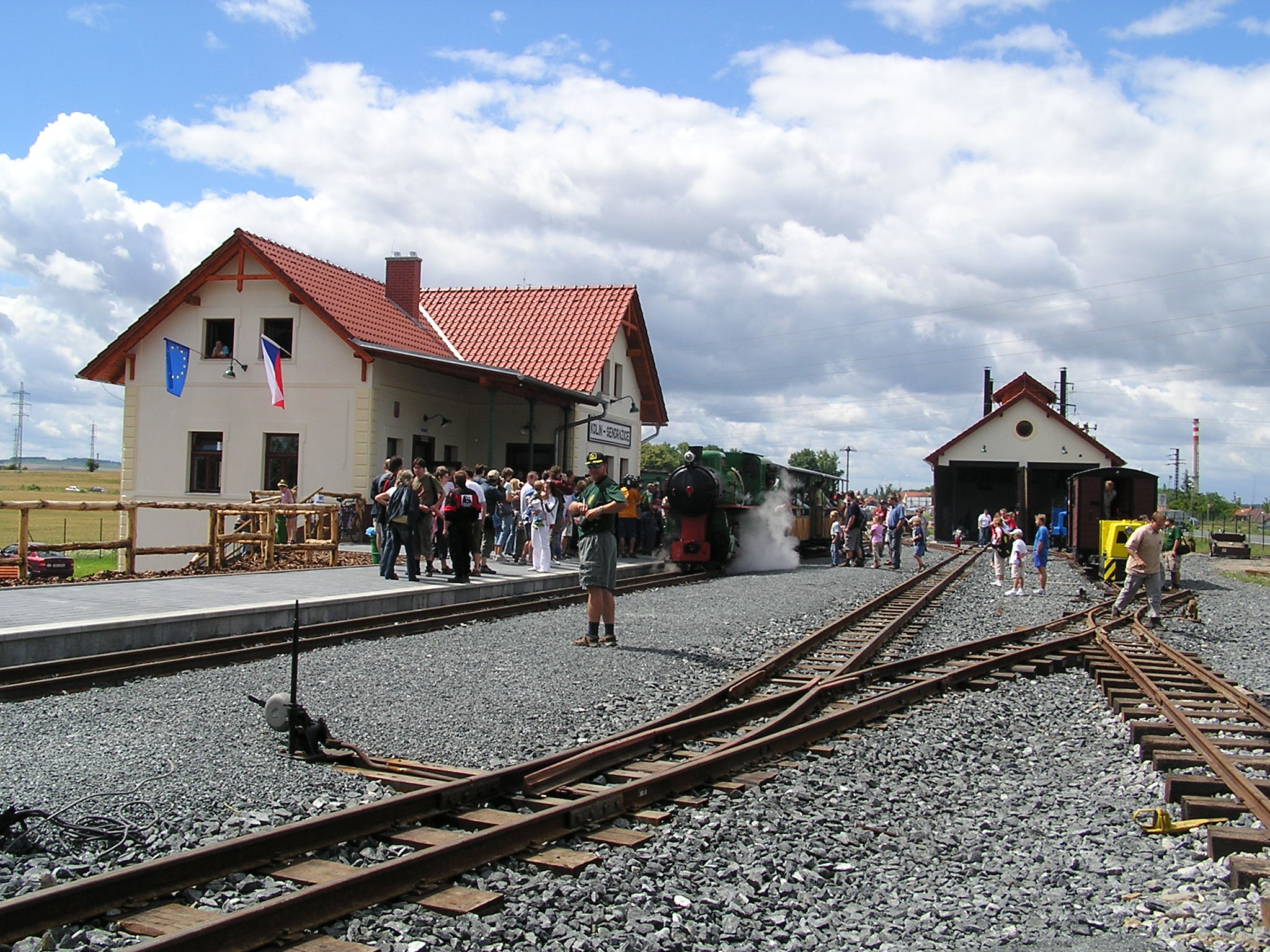
Zahájení provozu
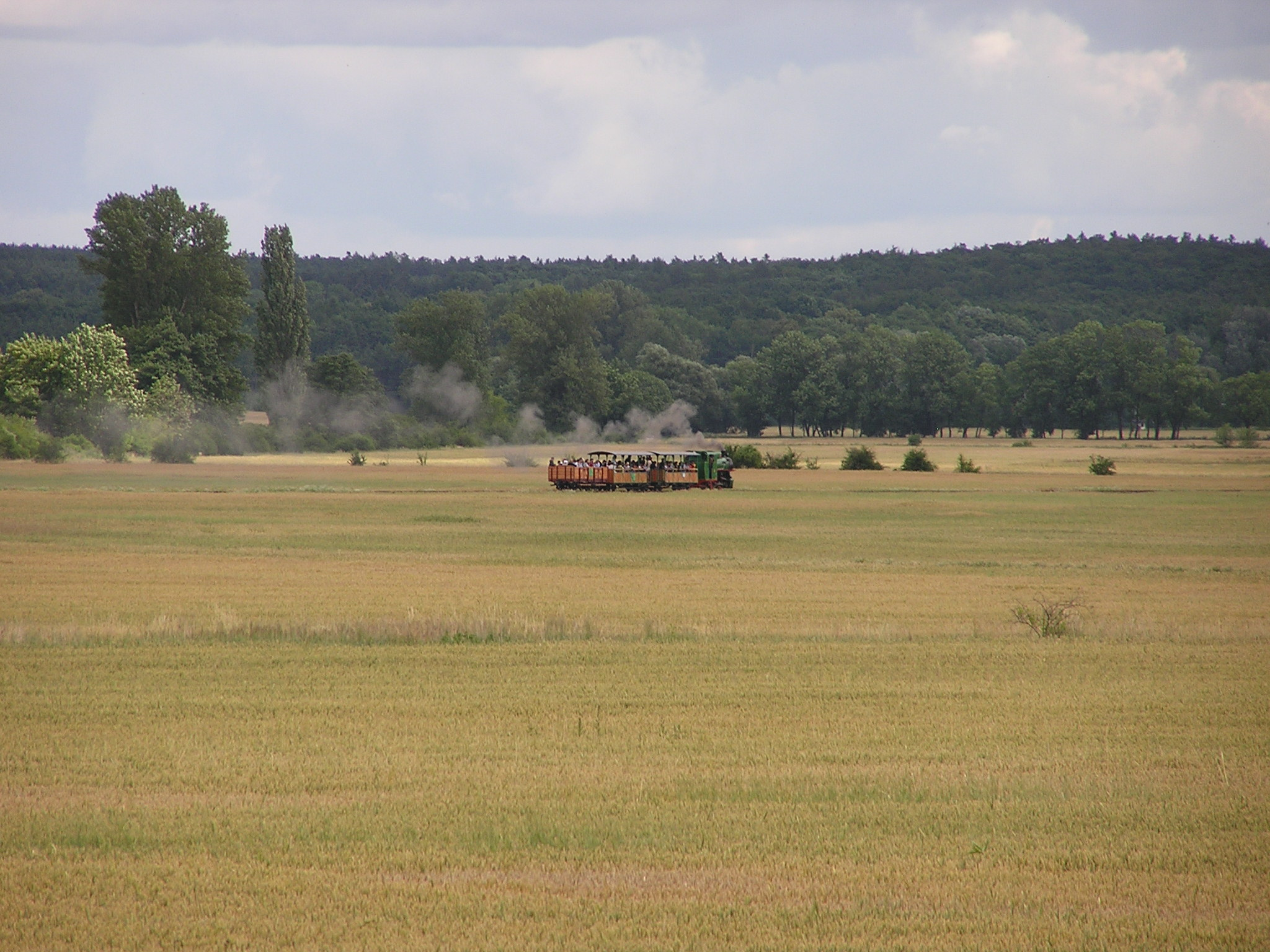
Vlak na trati
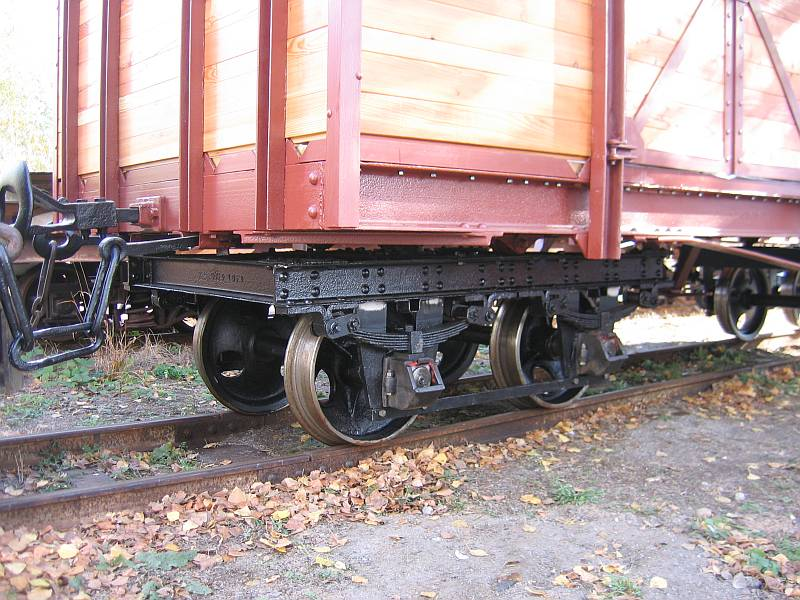
Detail vagonu